# Masia Ribas
La Masia Ribas o Can Ribas és un edifici de Premià de Mar (Maresme), catalogat com bé cultural d'interès local.

## Història
Gertrudis Ribas i Esteva (1845-1905) era filla del fabricant de mocadors estampats Antoni Ribas i Jordà, i estava casada amb el també fabricant Francesc Folch i Ribas. El 1881 va fer reformar la casa, envoltada d'arbres fruiters, com a torre d'estiueig.
A la seva mort, la finca passà a mans de la seva filla Maria Dolors Folch i Ribas (1879-1947), els fills de la qual, els germans Vidal i Folch, van urbanitzar el sector. Actualment pertany als seus descendents, els germans Vidal-Folch i Balanzó.

## Descripció
La finca es troba dintre del nucli urbà, entre els carrers de Joaquim Ruyra, Pau Casals, Pompeu Fabra i Montseny. Originàriament, ocupava unes 12 Ha, però amb el temps s'anà parcel·lant i venent fins a formar un barri residencial.
Es tracta d'una casa de grans dimensions, probablement producte de la reforma d'una anterior d'estil neoclàssic, de la que encara queden la tribuna central i la galeria porxada amb el fris, i la disposició de portes i finestres.